# عبد الرحمن فتاحي
عبد الرحمن فتاحي، المعروف أيضًا باسمه الحركي أبو صفية الكردي هو رجل دين سُني كردي من إيران. كان عضواً في جبهة النصرة ثم في هيئة تحرير الشام.

## سيرته
وُلِد فتاحي في أوائل الخمسينيات من القرن العشرين في قرية سولغه، وهي قرية قريبة من مهاباد في كردستان الإيرانية. وفي سبعينيات القرن العشرين، سافر إلى كردستان العراق وبدأ دراسته على يد عبد القادر التوحيدي. أثناء إكمال دراسته، كان فتاحي عضواً في حركة عثمان عبد العزيز الإسلامية الكردستانية، وعاش في إمارة كردستان الإسلامية. أنهى فتاحي دراسته في عام 1996، وبعد ذلك عاد إلى إيران، وأصبح إمام خليفان في مهاباد. وألقي القبض عليه بسبب علاقاته مع كتائب كردستان، واحتجز عدة مرات أخرى. في عام 2011 حكم عليه بالسجن لمدة ثلاث سنوات في سجن كوهردشت. وبعد إطلاق سراحه في عام 2014، غادر إلى سوريا. وكان نحو 3 آلاف كردي إسلامي قد سافروا إلى سوريا، وانقسموا بين أنصار الإسلام وتنظيم الدولة الإسلامية. إلا أن فتاحي اتخذ طريقاً مختلفاً وانضم إلى جبهة النصرة. كان عدد الأكراد في جبهة النصرة حوالي 300 قبل حلها. كان ينتقد الفصائل الكردية، لكنه انتقد أيضا الفصائل المدعومة من تركيا، واتهمها بارتكاب جرائم ضد الأكراد من أجل تركيا، وتحويل النضال المشترك ضد بشار الأسد إلى صراع قومي.
رافق الفتاحي أبا محمد الجولاني بعد انشقاقه عن تنظيم القاعدة وتأسيسه لهيئة تحرير الشام. خلال الحرب الأهلية السورية، عاش فتاحي في إدلب، حيث عمل قاضياً شرعياً. بعد سقوط نظام الأسد، ألقى فتاحي بعد ذلك خطابًا باللغة الكردية في المسجد الأموي، حيث تمنى "تحرير القدس" بعد سوريا، وهدد الحكومة الإيرانية. وقد لفت استخدامه للغة الكردية الانتباه، حيث كانت هناك قيود كثيرة على اللغة الكردية في سوريا أثناء حكم نظام الأسد. بينما حاولت الحكومة مناشدة الأكراد بتعيينه، كان معظم الأكراد متشككين فيما إذا كان التغيير الفعلي أو تعيين الأكراد لتجنب الانتقادات مثل ما صار في تركيا تحت رجب طيب أردوغان.